# Anfiteatro romano di Arezzo

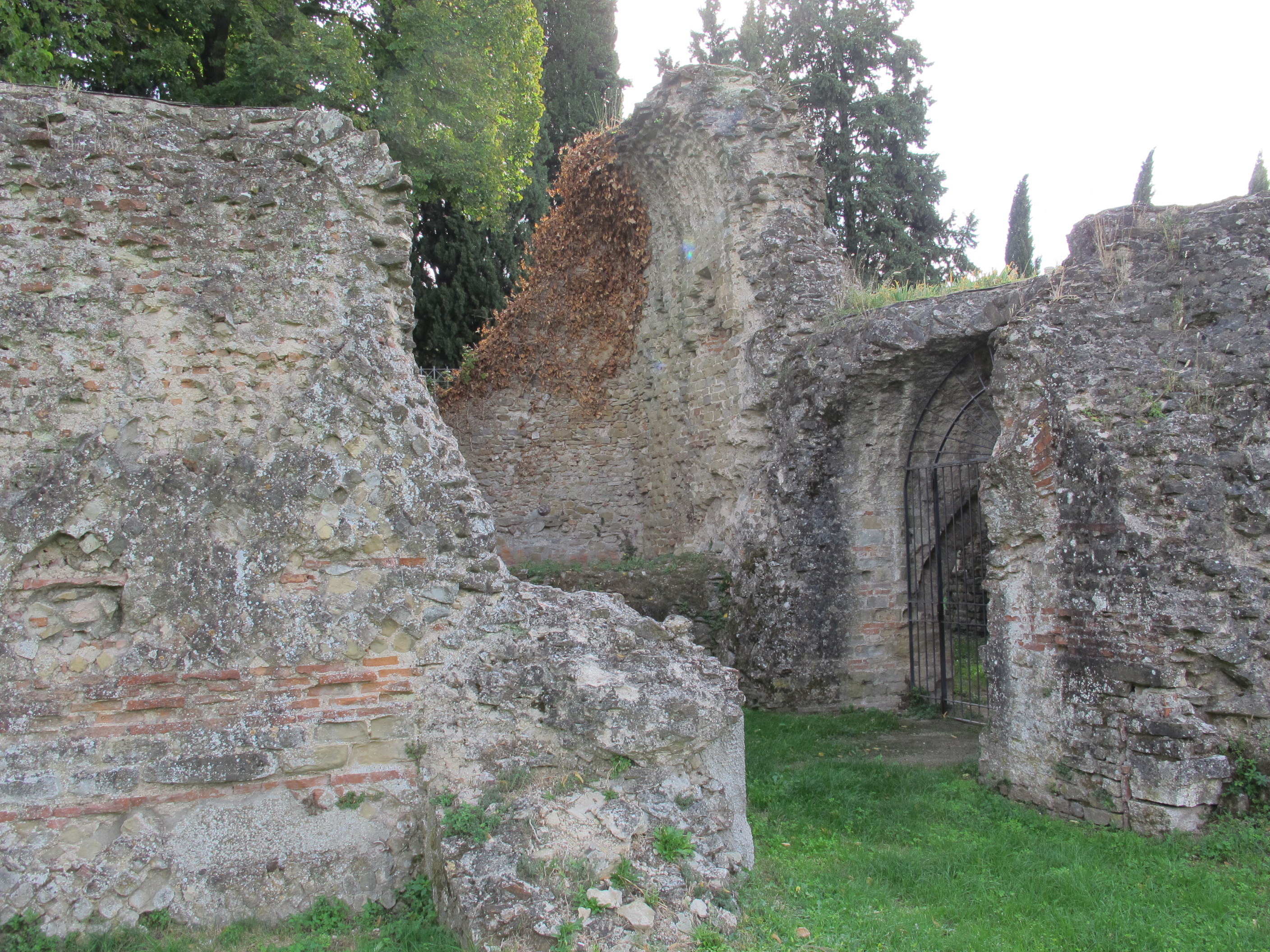
Arco

L'anfiteatro romano di Arezzo è un sito archeologico di epoca romana realizzato ad Arezzo che si trova nella parte sud della "città murata".

## Storia
L'anfiteatro fu costruito a cavallo fra gli ultimi anni del I secolo e i primi del II (la datazione dell'edificio è da porsi in età adrianea, 117-138 d.C.).
Esso, che subì durante i secoli gravissime menomazioni, fu esplorato per la prima volta negli anni 1914-1915; gli scavi, interrotti a causa della guerra, furono ripresi nel 1926.
Dal 1950 il monumento è stato sottoposto a periodici restauri che lo hanno portato completamente alla luce.

## Struttura
Il sito archeologico ha un asse maggiore di 121 metri e uno minore di 68 metri.
L'anfiteatro è ellittico e dotato di gradinate su due ordini: della struttura, realizzata usando blocchi di arenaria, laterizi e marmo, rimangono la platea e i resti degli ambulacri.
Le sostruzioni alle gradinate dell'anfiteatro comprendevano due ambulacri (corridoi coperti) concentrici ed un terzo anello che doveva delimitare l'arena.
Scomparsi ormai il portico e l'ambulacro perimetrali, è tuttavia possibile individuare i due accessi principali agli estremi dell'asse longitudinale ed i due secondari in corrispondenza dell'asse trasversale.
Ai tre ambulacri si interponevano due fasce di strutture portanti interrotte dai vomitoria, da cellae terraneae e da accessi con scale che si svolgevano tutti intorno all'ellisse, alternandosi con regolarità. Delle strutture restano parti diverse a seconda dei vari punti del perimetro; permangono ampi resti delle costruzioni della cavea: volte dei vomitoria, parzialmente incorporate nei resti del convento, resti di scale per accedere alla media cavea. Sono invece scomparse le gradinate della cavea, anche se si può indicarne il grado di pendenza, riferendosi agli scarsi resti rimasti sul terreno.
Si sono potute facilmente ricostruire le misure dell'anfiteatro: si tratta di una struttura con arena di grandi dimensioni (71,9 x 42,7 metri), solo di poco inferiore a quella del Colosseo (77 x 46,5 metri). Assai minore è, in proporzione, lo spessore della fascia muraria (24,7 metri). Le strutture dell'anfiteatro aretino alternano rivestimenti di tipo canonico ad altri di tipo più raro. Le volte dei corridoi anulari sono in opus coementicum (malta mista a coementa, ossia pietrame tufaceo o siliceo). Nei rivestimenti murarii viene adottato l'opus mixtum, si alterna cioè l'opus reticulatum (quadrelli disposti in lunghi filari obliqui) all'opus vittatum (file, vittae, di tufelli rettangolari alternate a superfici laterizie). Le scale interne sono in travertino, all'esterno, l'anfiteatro era probabilmente rivestito di arenaria locale.
L'anfiteatro ha subito diversi saccheggi nel corso degli anni e parte del materiale è stato utilizzato per realizzare alcuni edifici religiosi. Una testimonianza di questo uso è il Monastero di San Bernardo, che fu realizzato nel XVI secolo a ridosso dell'emiciclo sud e che oggi ospita il Museo Archeologico.
Dotata di una capienza presunta di circa 8.000 - 10.000 spettatori, la struttura - accessibile da via Margaritone e da via Francesco Crispi, viene utilizzata oggi come teatro all'aperto.